# Glencore
Glencore (сокр. от Global Energy Commodities and Resources, «Глобальные энергетические сырьевые товары и ресурсы») — швейцарская торговая, логистическая и горнодобывающая компания, один из крупнейших в мире поставщиков минерального сырья, цветных металлов и энергоносителей. В 2023 году Glencore заняла 21-е место в списке крупнейших компаний мира Fortune Global 500. Является одной из крупнейших в мире компаний, торгующих нефтью.
Компания зарегистрирована на острове Джерси, штаб-квартира находится в городе Бар (кантон Цуг, Швейцария), акции компании котируются на фондовых биржах Лондона и Йоханнесбурга.

## История
Компания под названием Marc Rich + Co была основана в городке Бар швейцарского кантона Цуг в апреле 1974 года американским предпринимателем Марком Ричем и Пинкусом Грином.
Компания изначально строилась на принципах скрытности, высокорисковой и агрессивной политики. Компания осуществляла торговлю иранской нефтью в обход американского эмбарго, закупала никель и золото на Кубе, торговала с опальной Ливией и с ЮАР, когда та находилась под действием международных санкций из-за политики апартеида. Во время нефтяного кризиса 1973 года компания зарабатывала, проводя нефтяные контракты через десятки созданных ею офшорных фирм. В 1983 году федеральный прокурор США Рудольф Джулиани санкционировал арест Рича и Грина. Обвинение насчитывало 65 пунктов, в том числе неуплату налогов на 48 млн долларов США. Партнёры бежали из США, после чего Рич принял испанское гражданство, а Грин — боливийское. Компанию подозревали также в сделках с Саддамом Хусейном. В 1981 году компания добавила в сферу своих интересов торговлю зерном и углем. В 1987 году была куплена доля в американском заводе по выплавке алюминия, что стало первым производственным активом компании; в следующем году была куплена доля в руднике в Перу по добыче свинца и цинка.
Marc Rich + Co оставалась единственной компанией, поставлявшей зерно в СССР, несмотря на международный запрет из-за войны в Афганистане.
С 1989 по 1993 год Marc Rich + Co была одним из крупнейших покупателей российской нефти, алюминия, меди, цинка, свинца, угля, встречно поставляя зерно и сахар. Её годовой оборот торговли со странами бывшего СССР составлял, по разным данным, 3—4 млрд долларов США. Для сравнения: весь российский экспорт 1993 года составлял 43 млрд.
Марк Рич управлял компанией до 1993 года. Факт, что компанией руководит беглец от американского правосудия, перекрывал ей доступ к американским потребителям сырья. В результате группа главных трейдеров во главе со специалистами по алюминию Вилли Штротхотте и нефтехимии Дэни Дрейфусом и Ари Сильвербергом убедила Рича уйти в отставку. В 1993—1994 годах оставшиеся руководители компании выкупили у Рича принадлежавший ему пакет акций (составлявший, по разным оценкам, от 75 до 80 %). Причиной ухода Рича стали новые обвинения в незаконной торговле нефтью с Ираном (по другой версии — с Ираком) и в неуплате налогов, а также крупные убытки (172 млн долларов) от неудавшейся попытки монополизировать рынок цинка. Также в 1993 году часть трейдеров ушли из компании и основали новую фирму — Trafigura.
Вскоре после отставки основателя компания смогла открыть четвёртый головной офис — в США, в Стэмфорде (Коннектикут). Пакет Рича разделили между собой ведущие трейдеры.
Новым исполнительным директором стал Вилли Штротхотте. В 1994 году компания была переименована в Glencore International AG.
В 1996 году Glencore купила пакет акций (35 %) швейцарской сырьевой компании Xstrata, к управлению которой приступили менеджеры Glencore, за 10 лет Xstrata превратилась в одну из самых больших горнодобывающих групп мира, действующую в Австралии, Чили, ЮАР и ещё десятке стран, и стала крупнейшим в мире экспортёром энергетического угля, крупным производителем меди, никеля, феррохрома и цинка.
В 2002 году в компании произошла новая смена руководства: исполнительным директором компании стал главный угольный трейдер Айван Глазенберг. Штротхотте сохранил за собой место председателя совета директоров. Место главы лондонского офиса, традиционно второго человека в компании, занял нефтетрейдер Алекс Бёрд, долгие годы курировавший нефтяное направление в России.
В марте 2007 года алюминиевые активы Glencore (12 % всей собственности компании) были объединены с активами российских алюминиевых компании «Русский алюминий» и СУАЛ в крупнейшую в мире алюминиевую компанию «Российский алюминий» (United Company Rusal). Объединённая компания стала крупнейшим производителем алюминия и глинозёма в мире. Ежегодный объём производства, как ожидалось, составлял около 4 млн т алюминия и 11 млн т глинозёма. По данным компании «Русал» на 2011 год, Glencore принадлежало 8,75 % её акций через дочернее предприятие Amokenga Holdings Помимо акций Xstrata и UC Rusal Glencore также владела 51 % акций «Казцинка».
Айван Глазенберг смог превратить организацию в одну из немногих компаний, объединяющей добычу, производство, маркетинг и торговлю. В преддверии проведения IPO компания раскрыла данные о своей деятельности: Glencore контролировал 60 % спотового рынка цинка, 50 % — меди, 45 % — свинца, 38 % — алюминия и почти треть — энергетического угля. В 2011 году Glencore провела размещение своих акций на Лондонской и Гонконгской фондовых биржах.
В начале февраля 2012 года стало известно о том, что владельцы Glencore договорились о её слиянии со швейцарской горнорудной компанией Xstrata путём обмена акциями (на тот момент Glencore уже принадлежало 34 % акций Xstrata). После завершения сделки был создан крупнейший в мире экспортёр угля для электростанций и ведущий производитель меди. В результате слияния, которое было завершено в середине 2013 года, появилась компания под названием Glencore Xstrata International стоимостью $90 млрд. В 2014 году название было сокращено до Glencore plc. В ноябре 2013 года компания провела размещение акций на Йоханнесбургской фондовой бирже.
В 2013 году за 6,1 млрд долларов была куплена канадская компания Viterra, специализировавшаяся на оптовой торговле зерном. Падение мировых цен на минеральное сырьё в 2015 году привело к глубокому кризису в компании; 28 сентября 2015 году курс акций Glencore достиг минимальной отметки в 70 пенсов (при размещении акций в 2011 году он составлял 530 пенсов).
В декабре 2016 года компания вошла в состав собственников российской компании «Роснефть» в рамках приватизации пакета акций 19,5 %, принадлежащего России. Glencore наравне с Катарским суверенным фондом имеют по 50 % от приватизационного пакета акций 19,5 % «Роснефти». Сумма сделки составила 10,2 млрд евро. Агентство Reuters назвало эту сделку «крупнейшей передачей государственной собственности в частные руки, начиная с первых постсоветских лет».
В 2022 году компания признала себя виновной и согласилась уплатить 1,1 млрд долларов Министерству юстиции США в связи с обвинениями в коррупции и манипулирование ценой на нефтепродукты в двух крупнейших портах США (Лос-Анджелеса и Хьюстона). Коррупция заключалась в проплатах десятков миллионов долларов чиновникам таких стран, как Нигерия, Камерун, Кот-д’Ивуар, Экваториальная Гвинея, Демократическая Республика Конго, Бразилия и Венесуэла с целью получения контрактов на реализацию на мировом рынке продукции государственных горнодобывающих и нефтегазовых компаний этих стран.
С 2016 года Glencore начала постепенно сворачивать своё подразделение торговли сельскохозяйственной продукцией, тогда было продано 40 % акций дочерней компании Glencore Agri, с 2020 года она стала называться Viterra. В середине 2023 года было достигнуто соглашение с компанией Bunge о продаже последней составляющей подразделения, доли в компании Viterra.

## Собственники и руководство
Крупнейшие акционеры:
- Айван Глазенберг — 9,822 %;
- Даниель Франциско Мате — 3,214 %;
- Аристотель Мистакидис — 3,195 %;
- институциональные инвесторы
  - Qatar Holding — 8,481 %,
  - The Vanguard Group — 3,465 %,
  - Capital Research & Management Co. — 3,458 %,
  - BlackRock Investment Management (UK) Ltd. — 1,996 %.

Руководство:
- Калидас Мадхавпедди (Kalidas Madhavpeddi) — председатель совета директоров с 2020 года;
- Гари Нэгл[англ.] — генеральный директор с июля 2021 года, в компании с 2000 года[26].

## Деятельность и активы компании
Представляя добывающие предприятия и компании всего мира, Glencore поставляет металлы, минералы, нефть, нефтепродукты, уголь своим заказчикам в автомобильной, металлургической и энергетической отраслях. Компании принадлежало 10,3 % металлургической компании «Российский алюминий», доли в дочерних компаниях российской нефтяной компании «Русснефть», ряд горнодобывающих активов (цинковые месторождения в Перу и Казахстане, угольные в Южной Африке, медные на Филиппинах).
Выручка за 2022 год составила 256 млрд долларов, из них 105 млрд пришлось на Азию, 88 млрд — на Европу, 44 млрд — на Америку, 13 млрд — на Африку, 6 млрд — на Австралию и Океанию. По категориям товаров на металлы и минералы пришёлся 81 млрд долларов, на энергоносители — 168 млрд долларов.
По состоянию на 2022 год в компании работало 82 тыс. сотрудников (с подрядчиками — более 140 тыс.), наибольшее их число было в Азии (22 тыс.), Африке (21 тыс.), Южной Америке (14 тыс.), Австралии (13 тыс.), Северной Америке (6 тыс.) и Европе (5 тыс.).
В 2022 году собственная добыча и производство основных категорий продукции составила: медь — 1,06 млн т ($19,1 млрд), кобальт — 44 тыс. т, цинк — 0,94 млн т ($13,6 млрд), свинец — 192 тыс. т, никель — 108 тыс. т ($3,9 млрд), золото — 661 тыс. унций, серебро — 23,8 млн унций, феррохром — 1,5 млн т ($2,4 млрд), уголь — 110 млн т ($27,5 млрд), нефть и нефтепродукты — 6,13 млн баррелей ($9,9 млрд).
Основные добывающие активы:
- Африка
  - Katanga Mining[англ.] — шахты в провинции Катанга (ДРК), медь, кобальт;
  - Шахта Мутанда[англ.] (Луалаба, ДРК, доля 100 %) — медь, кобальт;
  - Mopani Copper Mines[англ.] (Замбия) — медь, кобальт;
- Южная Америка
  - Шахта Коллахуаси[англ.] (Чили, доля 44 %) — медь, серебро, золото;
  - Шахта Антамина[англ.] (Перу, доля 33,75 %) — медь, цинк, серебро;
  - Антапаккай (Antapaccay, Перу) — медь;
  - Ломас-Байас (Lomas Bayas, Чили) — медь;
  - Серрехон[англ.] (Колумбия) — уголь
- Австралия и Океания
  - Mount Isa Mines[англ.] — медь, свинец, цинк, серебро
  - Шахта Эрнест Генри[англ.] — медь;
  - Шахта Макартур-Ривер — цинк, свинец;
  - Шахта Муррин-Муррин[англ.] — никель, кобальт;
  - Кобар (Cobar) — медь
  - Шахта Кониамбо[англ.] (Новая Каледония)— никель
- Азия
  - «Казцинк» (Казахстан, 69,7 %) — цинк, свинец, медь, серебро, золото;
- Северная Америка
  - Садбери (Sudbury, Канада) — никель
  - Шахта Раглан[англ.] (Канада) — никель
- Европа
  - Никельверк (Nikkelverk, Норвегия) — никель.

|                        | 2010  | 2011  | 2012  | 2013   | 2014  | 2015   | 2016  | 2017  | 2018  | 2019   | 2020   | 2021  | 2022  |
| ---------------------- | ----- | ----- | ----- | ------ | ----- | ------ | ----- | ----- | ----- | ------ | ------ | ----- | ----- |
| Оборот                 | 145,0 | 186,2 | 214,4 | 232,7  | 221,1 | 170,5  | 152,9 | 205,5 | 219,8 | 215,1  | 142,3  | 203,8 | 256,0 |
| Чистая прибыль         | 1,291 | 4,048 | 1,004 | -7,402 | 2,308 | -4,964 | 1,379 | 5,777 | 3,408 | -0,404 | -1,903 | 4,974 | 17,32 |
| Активы                 | 79,79 | 86,17 | 105,6 | 154,9  | 152,2 | 128,5  | 124,6 | 135,6 | 128,7 | 124,1  | 118,0  | 127,5 | 132,6 |
| Собственный капитал    | 5,424 | 29,27 | 31,14 | 49,96  | 48,54 | 41,25  | 44,24 | 49,76 | 45,74 | 40,28  | 37,64  | 39,93 | 49,41 |
| Рыночная капитализация |       | 41,81 | 40,30 | 68,46  | 61,05 | 19,29  | 49,04 | 75,44 | 51,58 | 41,11  | 42,30  | 66,76 | 84,93 |

## Внутреннее устройство компании
Основатели компании распределили руководство между тремя офисами — в швейцарском городе Баре производятся сделки с металлами и решаются вопросы финансов, в лондонском офисе осуществляются сделки с нефтью, нефтепродуктами и сахаром, а в офисе Роттердама размещён зерновой департамент «Гленкор Грейн Роттердам». Но покупают и продают товары, зарабатывая деньги для компании, не офисы, а относительно независимые сотрудники-трейдеры. Каждый из них — самостоятельная «боевая единица», он имеет право подписи и в оговорённых пределах распоряжается средствами компании. Чаще всего трейдер работает с одним типом товара в одном регионе. Всего, по оценкам, на компанию работает около 300 трейдеров. Их личные доходы складываются не из зарплат, а бонусов, зависящих от объёма проведённых ими сделок; при этом нижняя граница годового дохода трейдера превышает $1 млн. Все трейдеры по одному направлению подотчётны главному трейдеру, работающему в одном из головных офисов. Главных трейдеров в компании сейчас от 20 до 30, и все они имеют долю в капитале. «Политика такова: работаешь на топ-позиции — получаешь долю, уходишь — продавай свою долю другим топам».
В трейдинговых операциях компании занято 2700 человек, на принадлежащих компании предприятиях в 30 странах мира работает 55 тыс. человек.

## IPO компании
До апреля 2011 года акционерами Glencore был менеджмент компании (около 500 партнёров). 65 сотрудникам Glencore принадлежало 58 % компании, то есть около $35 млрд, исходя из капитализации около 60 млрд долларов.
В апреле 2011 года исполнительный директор Glencore Айван Глазенберг сообщил о планах по первичному размещению акций компании на фондовых биржах Лондона и Гонконга. В результате этой эмиссии компания рассчитывала выручить порядка $12,1 млрд, в результате чего общая стоимость предприятия должна была достигнуть примерно $60 млрд. В СМИ данное размещение описывалось как самое масштабное IPO в мире в 2011 году.
Книга заявок была полностью подписана в первый день из-за сильного спроса со стороны инвесторов. Инвесторы подали заявки на весь объём размещения, включая опцион для банков-организаторов.
Размещение акций на Лондонской бирже проходило в коридоре цен от 480 пенсов до 580 пенсов за одну акцию, на Гонконгскогой бирже ценовой диапазон был от 61,24 до 79,18 гонконгского доллара за акцию.
Акции между двумя фондовыми биржами были распределены в отношении 80/20: на лондонской бирже Glencore намерен разместить акций на сумму около $8,8 млрд, а для гонконгской предназначается пакет стоимостью до 2,2 млрд. После завершения IPO в свободном хождении на британской и гонконгской фондовых площадках находится 15—20 % акций Glencore International AG.
В рамках подготовки к IPO компании были произведены новые назначения в руководстве:
- Тони Хейворд (Tony Hayward) — старший независимый директор Glencore.
- Саймон Мюррей (Simon Murray) — неисполнительный председатель совета директоров.

19 мая на Лондонской бирже произошла первичное размещение акций (IPO). Компания продала институциональным инвесторам шестую часть ценных бумаг по цене 530 пенсов (5,30 фунта) за акцию. Покупателями акций Glencore стали крупнейшие мировые институциональные инвесторы, такие как суверенный фонд Абу-Даби «Аабар инвестментс», а также фонды из Великобритании и США.
При цене акции в 530 пенсов капитализация Glencore составила 37,1 млрд фунтов ($59,9 млрд). Общая сумма привлечённых средств достигла около $10 млрд.
В результате первичного размещения акций по показателю капитализации Glencore заняла 7-е место среди мировых горнодобывающих компаний.